# Judit y Holofernes (taller de Tintoretto)
Judit y Holofernes es una pintura de c. 1577 en óleo sobre lienzo del taller de Jacopo Tintoretto.

## Historia
Anteriormente, fue consideraba una obra autógrafa de la juventud del pintor. 
Antes fue propiedad del Marqués de la Ensenada, pero entró en las Colecciones Reales en 1760. Actualmente, se encuentra en el Museo del Prado.